# Dipsacus inermis
Dipsacus inermis är en tvåhjärtbladig växtart som beskrevs av Nathaniel Wallich. Dipsacus inermis ingår i släktet kardväddar, och familjen Dipsacaceae. Utöver nominatformen finns också underarten D. i. mitis.